# راج كمال جها
راج كمال جها (بالإنجليزية: Raj Kamal Jha)‏ هو صحفي وكاتب ومؤلف هندي، ولد في 1966 في بهاجالبور في الهند.